# Neoseiulus bellinus
Neoseiulus bellinus är en spindeldjursart som först beskrevs av Womersley 1954.  Neoseiulus bellinus ingår i släktet Neoseiulus och familjen Phytoseiidae. Inga underarter finns listade i Catalogue of Life.